# Missy Higgins
Melissa "Missy" Morrison Higgins (19 augustus 1983) is een Australische popzangeres, singer-songwriter en actrice.
Haar albums The Sound of White (2004), On a Clear Night (2007) en The Ol' Razzle Dazzle (2012) kwamen in Australië op nummer 1 en haar singles "Scar", "The Special Two", "Steer" en "Where I Stood" stonden in de top tien van de Australische hitlijsten.

## Biografie
Higgins komt uit een muzikale familie en speelde al piano op haar zesde. Op twaalfjarige leeftijd begon ze met zingen. Ze was 15 jaar oud toen ze voor een schoolopdracht "All for Believing" schreef. Met dit nummer won ze een nationale muziekcompetitie en tekende een platencontract bij Eleven en Warner Bros.
Haar eerste album The Sound of White kwam uit in 2004. Higgins werd genomineerd voor vijf ARIA Music Awards en won 'Best Pop Release' voor het nummer "Scar". Een jaar later werd ze genomineerd voor zeven prijzen, waarvan ze er vijf won. In 2007 won ze haar zevende ARIA. Na een tour in de VS kwam in 2007 haar tweede album On a Clear Night uit. Ze had verschillende internationale tours en woonde en werkte tien maanden in de Verenigde Staten. Het nummer "Where I Stood" werd gebruikt voor verschillende Amerikaanse televisieseries zoals Grey's Anatomy, One Tree Hill, Lipstick Jungle en So You Think You Can Dance. In Ghost Whisperer was het nummer "Warm Whispers" te horen.
Na zeven jaar muziek maken nam ze een pauze om zich op andere dingen te kunnen richten. In 2010 begon ze een studie aan de Universiteit van Melbourne en maakte ze haar filmdebuut als Annie in Bran Nue Dae. In 2012 kwam haar derde album The Ol' Razzle Dazzle uit. Naast haar muzikale carrière houdt Higgins zich bezig met dierenrechtenactivisme en het milieu.

## Discografie

### Albums
- 2004: The Sound of White
- 2007: On a Clear Night
- 2012: The Ol' Razzle Dazzle

### Ep's
- 2003: Missy Higgins
- 2004: Scar
- 2005: All For Believing
- 2005: The Special Two
- 2007: Steer
- 2008: The Scar
- 2008: Where I Stood (Tour Edition)
- 2009: More Than This

### Singles
- 2004: "Scar"
- 2004: "Ten Days"
- 2005: "The Special Two"
- 2004: "The Sound Of White"
- 2007: "Steer"
- 2007: "Where I Stood"
- 2007: "Peachy"
- 2009: "More Than This"
- 2012: "Unashamed Desire"
- 2012: "Everyone's Waiting"

## Filmografie
- 2010: Bran Nue Dae als Annie

- Gemeinsame Normdatei: 1160891761
- International Standard Name Identifier: 0000 0000 6398 5696
- Library of Congress Control Number: no2006040405
- MusicBrainz: 3ac2a4a2-52b3-498b-bbc8-31443c68dfe0
- Nationale Bibliotheek van Israël: 987007348031405171
- Virtual International Authority File: 26815397
- WorldCat: E39PBJgmR3fRFwVBcFWhygrwmd